# 多林·雷切安
多林·雷切安（羅馬尼亞語：Dorin Recean，1974年3月17日—），摩尔多瓦学者，政治家，于2012年7月至2015年2月担任摩尔多瓦內政部长，现任摩尔多瓦总理。2023年2月，他获行动和团结党（PAS）提名担任摩尔多瓦总理。